# Арсеньевский переулок
Арсеньевский переулок располагается в Кировском районе Санкт-Петербурга. Начинается от ул. Зои Космодемьянской в направлении ул. Трефолева, поворачивает почти под прямым углом и выходит на Турбинную улицу.

## История
Получил своё название в начале XX века по имени домовладельца Арсения Абрамовича Ушакова (ныне адрес дома пр. Стачек, д 21, корпус 2).

### Переименования
- С 1904 года Арсентьев переулок,
- с 1906 года Арсеньевский переулок,
- с 28.05.1979 года название было упразднено,
- с 05.07.2001 года — восстановлено.